# الكسندر كوربيت
الكسندر كوربيت (25 نوفمبر 1855 - 7 أكتوبر 1934) (بالإنجليزية: Alexander Corbett)‏ هو لاعب كريكت بريطاني (وحمل سابقاً جنسية المملكة المتحدة لبريطانيا العظمى وأيرلندا).

## وصلات خارجية
- الكسندر كوربيت على موقع إي آس بي آن كريك إنفو (الإنجليزية)